# Olympische Winterspiele 2014/Teilnehmer (Albanien)
| Gelbes Symbol für Goldmedaillen mit stilisierten Olympischen Ringen | Graues Symbol für Silbermedaillen mit stilisierten Olympischen Ringen | Braundes Symbol für Bronzemedaillen mit stilisierten Olympischen Ringen |
| ------------------------------------------------------------------- | --------------------------------------------------------------------- | ----------------------------------------------------------------------- |
| —                                                                   | —                                                                     | —                                                                       |

Albanien nahm an den Olympischen Winterspielen 2014 in Sotschi mit zwei Sportlern im Ski Alpin teil. Es war nach 2006 und 2010 die dritte Teilnahme für Albanien an Winterspielen. Erstmals war mit Suela Mëhilli eine Frau für Albanien am Start. Fahnenträger bei der Eröffnungsfeier war, wie bereits 2006 und 2010, Erjon Tola.

## Teilnehmer nach Sportarten

### Ski Alpin
| Athleten      | Wettbewerb   | Zeit            | Rang            |
| ------------- | ------------ | --------------- | --------------- |
| Männer        |              |                 |                 |
| Erjon Tola    | Riesenslalom | nicht gestartet | nicht gestartet |
| Erjon Tola    | Slalom       | nicht gestartet | nicht gestartet |
| Frauen        |              |                 |                 |
| Suela Mëhilli | Riesenslalom | 3:07,17 min     | 60              |
| Suela Mëhilli | Slalom       | disqualifiziert | disqualifiziert |